# Naco, Arizona
Naco je naseljeno područje za statističke svrhe u američkoj saveznoj državi Arizona u okrugu Cochise. Prema popisu stanovništva iz 2010. u njemu je živjelo 1,046 stanovnika.
Naco se nalazi na granici s Meksikom koju su granične komisije obje zemlje uspostavile tek 1852/3 godine, pa ima danas i imenjaka koji se nalazi na području Sonore.